# Mnium arizonicum
Mnium arizonicum là một loài Rêu trong họ Mniaceae. Loài này được J.J. Amann mô tả khoa học đầu tiên năm 1925.